# Lijst van beschermd erfgoed in Beyne-Heusay
Onderstaande tabel geeft een overzicht van de beschermde erfgoederen in de gemeente Beyne-Heusay. Het beschermd erfgoed maakt deel uit van het cultureel erfgoed in België.
| Object                                                                                              | Bouwjaar/architect | Deelgemeente | Adres        | Coördinaten                   | Nummer?                | Afbeelding                                                                                          |
| --------------------------------------------------------------------------------------------------- | ------------------ | ------------ | ------------ | ----------------------------- | ---------------------- | --------------------------------------------------------------------------------------------------- |
| Site gevormd door vijf lindebomen rond de kleine kapel van Saint-Anne: gebied van bijzondere waarde |                    |              | Beyne-Heusay | 50° 36' 58" NB, 5° 38' 33" OL | 62015-CLT-0001-01 Info | Site gevormd door vijf lindebomen rond de kleine kapel van Saint-Anne: gebied van bijzondere waarde |
| Een rode beuk en de directe omgeving in het park naast het gemeentehuis                             |                    |              |              | 50° 37' 23" NB, 5° 39' 8" OL  | 62015-CLT-0003-01 Info | |